# 泥窪駅
泥窪駅（でいわえき）は、中華人民共和国北京市豊台区に位置する北京地下鉄10号線の駅である。

## 駅構造
島式ホーム1面2線を有する地下駅。

## 駅周辺
- 華康中医院

## 歴史
- 2013年5月5日 - 開業。

## 隣の駅
北京地下鉄
■10号線
豊台駅 - 泥窪駅 - 西局駅